# Новак, Каталин
Ка́талин Е́ва Ве́решне-Но́вак (венг. Veresné Novák Katalin Éva; род. 6 сентября 1977, Сегед, ВНР) — венгерский политический и государственный деятель. Член партии «Фидес». Президент Венгрии (2022—2024), министр (без портфеля) по делам семьи (2020—2021), государственный секретарь (министр без портфеля) по делам семьи и молодёжи (2014—2020), депутат Национального собрания Венгрии (2018—2022). Кавалер ордена Почётного легиона (2019), командор ордена Заслуг перед Республикой Польша (2019).

## Биография
Родилась 6 сентября 1977 года в городе Сегед, Венгерская Народная Республика.
В 1996—2001 годах училась на факультете социальныйх наук Будапештского университета экономических наук и государственного управления (BKÁE), получила степень бакалавра экономики. В 2001—2004 годах училась на юридическом факультете Сегедского университета и изучала право в Университете Западный Париж — Нантер-ля-Дефанс. Также прошла обучение в Институте политических исследований в Париже.
Работала в различных департаментах Министерства иностранных дел в 2001—2003 годах. С 2003 года в течение семи лет была домохозяйкой, занималась детьми. В 2010—2012 годах была советником министра иностранных дел. В 2012—2014 годах возглавила аппарат Министерства трудовых ресурсов Венгрии. В 2013—2014 годах занимала должность государственного министра по делам франкоязычных стран. В 2014—2020 годах занимала должность государственного секретаря (министра без портфеля) по делам семьи и молодёжи в Министерстве трудовых ресурсов Венгрии, руководимом Золтаном Балогом (до 2018 года), а затем Миклошем Каслером, в составе третьего и четвёртого кабинета под руководством премьер-министра Виктора Орбана. В 2016—2017 годах была также государственным секретарём по международным делам в Министерстве трудовых ресурсов. С 1 октября 2020 по 31 декабря 2021 года занимала пост министра без портфеля по делам семьи. По её инициативе 2018 год в Венгрии стал Годом семьи.
В 2017—2021 годах была вице-председателем партии Фидес, возглавляемой Виктором Орбаном.
По результатам парламентских выборов 8 апреля 2018 года избрана депутатом Национального собрания Венгрии.

## Президент Венгрии (2022—2024)
21 декабря 2021 года выдвинута кандидатом от правящей партии на президентских выборах. Национальное собрание Венгрии 10 марта 2022 года избрало Каталин Новак президентом Венгрии. Она получила 137 из 193 голосов депутатов. Стала первой женщиной в истории, которая заняла должность президента Венгрии. 10 мая вступила в должность, сменив Адера Яноша.
В апреле 2023 года Государственное собрание приняло закон, позволяющий и поощряющий граждан сообщать об однополых парах, воспитывающих детей, государственным органам, таким, как полиция и служба защиты детей. Каталин Новак наложила вето на законопроект и формально помешала ему стать законом. В мае 2022 года осудила вторжение России на Украину.
В контексте войны в Газе осудила нападение ХАМАСа на Израиль и выразила поддержку права последнего на самооборону. 5 ноября 2023 года Новак посетила Израиль, чтобы выразить солидарность со страной.
10 февраля 2024 года подала в отставку с должности президента Венгрии. Причиной этого стал разгоревшийся в том же месяце скандал, связанный с её решением о помиловании мужчины, осуждённого по делу о сексуальном насилии в детдоме. Вместе с Новак в отставку ушла министр юстиции, Юдит Варга, которая рекомендовала президенту подписать документы о помиловании. В своём заявлении Каталин Новак признала свою ошибку.
26 февраля 2024 года Национальное собрание официально приняло отставку Новак. Её сменил на этом посту спикер Национального собрания Ласло Кёвер. Она стала вторым главой государства, подавшим в отставку в посткоммунистической истории Венгрии после Пала Шмитта, который сделал это после скандала с плагиатом в 2012 году.

## Личная жизнь
Замужем за Иштваном Верешем (Veres István Attila), сотрудником Венгерского национального банка. Имеет трёх детей: дочь Кату (Kata; 2008) и сыновей Адама (Ádám; 2004) и Тамаша (Tamás; 2006).
Была редактором журналов The Family-Friendly Turn (2010—2018) и Family-Friendly Decade (2010—2020). Автор более 50 статей о семье. Является постоянной участницей Всемирного конгресса семей, участники которого выступают за продвижение традиционных семейных ценностей.
Кроме венгерского, владеет английским, французским, немецким, испанским языками.